# Via Cassia
La via Cassia era un'antica strada consolare romana che collegava Roma con l'Etruria.
Costruita a partire dal III o dal II secolo a.C., inizialmente giungeva a Clusium (Chiusi), poi fu prolungata fino a Cortona, Arezzo e Fiesole e, successivamente, verso la costa tirrenica attraverso Pistoia e Lucca da cui si stagliavano più percorsi fino a Luni, dove iniziava la via Aemilia Scauri. Il suo percorso è costituito da numerose varianti che si sono accavallate nei secoli, tra cui quelle appenniniche per la Gallia Cisalpina come i tratti Fiesole-Bologna (prolungamento della Cassia vetus del 187 a.C.), Lucca-Modena (via Bibulca, nata per collegare la via Aurelia e la via Clodia Nova con Modena) e Pistoia-Modena.
Nel medioevo le sue prime sessantaquattro miglia da Roma (ponte Milvio) a Bolsena coincidevano con un tratto della via Francigena. Questo stesso tratto è oggi ricalcato dalla moderna strada statale 2 Via Cassia che collega la capitale a Firenze.

## Storia
La strada fu in parte realizzata collegando vari tracciati etruschi preesistenti, tra cui la via Veientana, che furono sistemati e pavimentati, a cui si aggiunsero nuovi tratti e opere idrauliche per il valico di fiumi e torrenti. La realizzazione della strada consolare potrebbe essere iniziata dopo le vittorie dei Romani contro gli Etruschi nella battaglia di Rusellae del 301 a.C. e nella battaglia del Sentino del 295 a.C., per controllare l’Etruria interna con un percorso intermedio tra la via Aurelia (lungo la costa tirrenica) e la via Flaminia (nell'Umbria verso il mare Adriatico).
Il curator o console della gens Cassia da cui prende il nome (forse colui che ne curò la sistemazione definitiva) potrebbe essere Gaio Cassio Longino (console 171 a.C.), Quinto Cassio Longino (console 164 a.C.), Lucio Cassio Longino Ravilla (console 127 a.C.), Gaio Cassio Longino (console 124 a.C.), Gaio Cassio Longino (console 96 a.C.) o un altro magistrato di tale gens.

## Percorso storico

### Cassia vetus

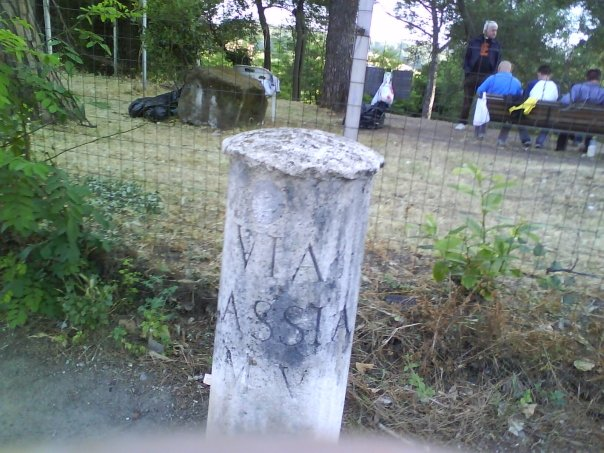
Roma - Cippo miliario della Via Cassia

La Cassia vetus [cioè il percorso più antico (III-II sec. a.C.)] partiva da Roma ma non principiava, come tutte le consolari, dal miliarium aureum collocato nel Foro Romano. Essa infatti originava da Ponte Milvio, nella parte settentrionale di Roma, in destra idraulica del Tevere che divideva Roma dall'Etruria (territorio compreso tra Arno e Tevere), segnando le miglia percorse in Etruria.
Subito dopo Ponte Milvio, le due consolari Cassia e Flaminia si separano, la prima sulla sinistra e la seconda sulla destra. All'inizio della via Cassia, al sesto miglio, nella parte attualmente inglobata all'interno della città, si trova la cosiddetta (in epoca medievale) Tomba di Nerone, che dà anche il nome a quella zona, benché il sarcofago posto sul ciglio della strada (poco prima del sesto miglio), contenga in realtà i resti di Publio Vibio Mariano (funzionario imperiale nativo di Tortona) e di sua moglie Regina Maxima. In quella zona si trova la mansio ad sextum, menzionata nella Tabula Peutingeriana. Al settimo miglio la Cassia incrocia l'acquedotto captante le acque del Lago di Bracciano. Nelle prime miglia il percorso della Cassia coincide con quello della via Clodia, da cui si separa nei pressi dell'attuale località La Storta, al nono miglio. Dopo una mansio al decimo miglio, sulla sinistra si dirama la Via Braccianese Claudia che si congiunge alla Via Aurelia. Dopo Veio, tra i miliari XVIII e XIX si trova la Mansio ad Vacanas, dove dal tracciato della Cassia inizia, sulla destra (in un bivio), la Via Amerina (III sec. a.C.) che collegava Roma con Clusium attraverso Orte, Amelia (Italia), Todi e Perusia. Nel III secolo a.C. Clusium era il punto di arrivo sia della Cassia sia della Via Amerina, la quale aveva un diverticolo che da Perusia confluiva nella Via Flaminia, talché alcuni studiosi identificano la Via Amerina con il tracciato (probabilmente militare) che da Roma si univa alla Via Flaminia dopo avere intercettato Perusia (Perugia). Nella Tabula Peutingeriana è evidenziato il primo e originario tracciato della Via Amerina, quello che da Roma giunge a Clusium attraverso Perusia.
La consolare Cassia attraversa quindi Sutri e Forum Cassi, nei pressi dell'odierna Vetralla, forse all'interno della Selva Cimina. Proseguendo nell'Etruria (o Tuscia), transita per Aquae Passaris, l'area termale a occidente rispetto all'attuale Viterbo (mentre solo nel medioevo, con la sua ascesa politica, la strada passerà dentro la città), quindi per Mons Flascun [così è denominata Montefiascone negli Annales Stadenses (itinerario percorso dall'abate Alberto di Stade tra il 1230 - 1240)] per poi giungere a Volsinii (Bolsena).
Dopo tale Mansio, il tracciato (con basoli) raggiunge Urbs vetus (Orvieto, l'antica città etrusca di Velzna), probabile sede del Fanum Voltumnae, la cui rupe sovrastava (allora come oggi) il fiume Clanis (Fiume Sacro [come da bronzetto etrusco appartenente al dio fluviale Klanins rinvenuto a Quarata di Arezzo], che originava in località Chiani (Clanis), a ovest di Arezzo, immissario del Tevere dopo essersi unito al corpo idrico del fiume Paglia presso Ciconia di Orvieto (località menzionata nella Catacomba di Santa Mustiola in Clusium), da non confondersi con il "Clanis" a sud di Roma (tra Caserta e Napoli), da tempo prosciugato, considerato anch’esso Sacro.
Da Urbs vetus la Cassia vetus scende nel fondovalle di Orvieto, dove scorre il fiume Paglia, valicando tale fiume attraverso un ponte che, secondo William Harris, si sarebbe trovato in località Colonnacce, in direzione di Ciconia (a est di Orvieto), a meno che esso coincida con il Pons Iulianus, a nord-ovest di Orvieto, a cui si giunge attraverso Sferracavallo. Quest'ultimo ponte era chiamato Pons Iulianus in quanto dedicato all'imperatore Gioviano che lo fece realizzare o restaurare tra il 363 e il 364, usando i materiali prelevati dalla demolizione del Pons de subtus (lungo la variante traiana), detto "della Mola", danneggiato da una piena del Paglia nel 363. Tale ponte fu poi ridenominato "Ponte Giulio" dopo il suo recupero edilizio eseguito da Papa Giulio II nel 1506. I suoi maestosi ruderi sono visibili a nord di Orvieto. Non è escluso che vi fossero più opere idrauliche, nei pressi di Orvieto, per l'attraversamento del Paglia.
A proposito del ponte sul Paglia, nella Tabula Peutingeriana è visibile la mansio ad Paliam fluminem, probabilmente da ricondursi a una variante della Cassia (detta Via Traiana Nova) del 108 d.C. la quale unisce Volsinii a Clusium, evitando Orvieto. Tale stazione di posta (lungo la variante del 108 d.C.) potrebbe trovarsi nei pressi del diruto ponte sul Paglia sotto Monterubiaglio, di origini etrusche ma consolidato dalla Repubblica romana. Non è noto se tale ponte fosse altresì percorso dalla Cassia vetus o da una sua diramazione.
Dopo l'attraversamento del Paglia (probabilmente sul Ponte delle Colonnacce), la Cassia vetus giunge ai fines Clusinorum attraverso un percorso grossomodo coincidente con quello odierno dell'A-1 (Autostrada del sole).
Poche miglia dopo i fines Clusinorum (posti nel displuvio tra l'area clusina e l'area orvietana, intersecanti gli odierni territori comunali di Fabro e di Ficulle), la Cassia vetus corre in destra idraulica (lato occidentale) del fiume Clanis, longitudinalmente nel fondovalle, in quota superiore all'Alveo, risalendo la Valle del Clanis verso Nord, in direzione di Clusium.
All'altezza di Clusium, essa si stacca dal fondovalle per dirigersi sulla rupe della civitas clusina, attraverso l'odierna Via Cassia-Aurelia (lungo la quale si trova la Catacomba di Santa Caterina d'Alessandria, con sepolture sia pagane sia cristiane), che collega la Cassia vetus e l'Etruria interna con la Via Aurelia.
Dalla Tabula Peutingeriana emerge che Chiusi fosse altresì il punto di arrivo di un'altra consolare che, partendo da Roma, giungeva a Perugia e infine a Clusium. Tale centro etrusco era collegato con Roma anche grazie alla viabilità fluviale, tramite il navigabile Clanis (fiume) e il Tevere.
Da Clusium dipartivano percorsi etruschi che collegavano l’antica città etrusca (che in età ellenistica conobbe un grande splendore) con le altre civitates dell’Etruria.

### Primo prolungamento

#### Tratto Chiusi-Arezzo (anteriore al 187 a.C.)
Da Chiusi la Repubblica romana prolungò la consolare sino ad Arezzo, passando per l'agro cortonese.
Quanto a tale nuovo tracciato della Roma repubblicana, dopo essere salita nel cuore collinare della città etrusca di Clevsin (in etrusco) o Clusium (strategico capoluogo e Statio lungo la consolare), la Cassia scende dalla rupe di Clusium, verso nord-ovest, entrando nell'odierno abitato di Giovancorso attraverso un breve tratto dell'odierna S.P. 326, dopo avere lasciato la S.P. 146 (via Cassia Aurelia) presso un bivio ancora esistente (poco prima di tale bivio, lungo la S.P. 146, sulla destra si staglia un percorso etrusco-romano che va in direzione del Lago di Chiusi, attraverso un itinerario che lambisce numerose tombe etrusche, oggi in parte visitabili come la Tomba della Scimmia, la Tomba del Leone, la Tomba della Pellegrina, il quale si ricollega alla Cassia vetus).
Subito dopo l'odierna Giovancorso, il percorso antico del III-II secolo a.C. (precedente alla variante di età augustea che passerà per la nuova mansio ad Novas di Acquaviva) prosegue per Montevenere [caratterizzata da un tempio dedicato a Venere (divinità)] e colle San Paolo, in un itinerario di mezza costa; poi, dopo Dolciano, nei pressi di Poggio Gaiella esso scende di nuovo nel fondovalle del Clanis (fiume), valicando tale fiume attraverso il ponte etrusco-romano a piedi di Poggio Falcone (oggi forse sommerso dai sedimi di colmata), per giungere (passando per Madonna del Popolino, Mugnanesi e Binami) a Pozzuolo dove, esattamente a dodici miglia romane dalla porta che usciva dal decumano di Clusium, si trovava probabilmente la mansio Ad statuas, indicata nell'Itinerarium Antonini. Da lì, sia passando per loc. I Bertoni (direttrice priva di dislivelli), sia per il cimitero di Pozzuolo, si giungeva senza variazioni di quota a Ferretto, quindi a Pietraia e infine all'odierna Strada Lauretana che giungeva a Camucia e, infine, a Cortona e ad Arretium (Arezzo) attraverso l'odierna S.S. 71 che, tra Cortona (Colonna del Sodo) e Arezzo, ricalca pressappoco il percorso della Cassia vetus, salvo alcune lievi varianti. Non mancano altre ipotesi e interpretazioni . Dalla direttrice alternativa di Petrignano del Lago (ben collegato con Pozzuolo) si poteva raggiungere Camucia sia per Ferretto (crocevia) sia per Strada della Stella e Centoia (nome derivante dal termine Centuria). Il percorso per Petrignano, Via della Stella e Centoia è il più breve in assoluto tra Pozzuolo e Camucia, ma ci sono alcuni dislivelli. Un'ulteriore percorso alternativo da Pozzuolo a Cortona passa per loc. I Bertoni, SS71, Ossaia. Non è certo quale fosse il tracciato originario o principale, ma è ipotizzabile che quando esso fosse stato in manutenzione - da parte dei curatores viarum - la viabilità si sarebbe spostata sugli altri.

#### Tratto Arezzo-Bologna (187 a.C.)
Nel 187 a.C. la Cassia vetus viene prolungata fino a Faesulae (Fiesole), essendovi dibattito tra gli studiosi sull'itinerario di tale tratto consolare. Alcuni ritengono che esso percorresse la Strada dei Setteponti, di origine etrusca, lungo la quale si trova Reggello, altri ritengono invece che essa passasse per Mugliano, Ruscello, Ponticino, (da qui un altro raccordo con Arezzo attraverso Indicatore) Montevarchi, San Giovanni Valdarno, Figline, Incisa ricalcando la S.R. 69 e in pratica l’attuale A1 e da lì fino a Bologna per ragioni militari. In proposito Tito Livio riferisce che nel 187 a.C. il console Flaminio, dopo i successi militari ottenuti contro i Liguri (compresi i Liguri Apuani che avevano fatto scorrerie in terre pisane e bolognesi), concesse la pace agli altri Liguri confinanti e per non tenere i soldati in ozio fece costruire loro la strada che da Bononia (Bologna) giunge ad Arretium (Arezzo), passando per l'etrusca Faesulae [Fiesole]). Pertanto, il prolungamento della Cassia vetus da Clusium verso le civitates etrusche di Cortona e di Arretium, di fondazione etrusca, probabilmente era già stato posto in essere. 
Marco Tullio Cicerone (I sec. a.C.) riferisce che Etruriam discriminat Cassia (la Cassia divide in due l'Etruria); sappiamo altresì che, al tempo della fondazione di Florentia, essa (già da vari anni) consentiva agili spostamenti tra Roma e l'Etruria settentrionale, dove si trovavano i valichi appenninici, anche percorsi dalla cosiddetta Piccola Cassia. Egli afferma altresì che per raggiungere Mutina (Modena, in Gallia Cisalpina, caduta sotto i Romani a partire dal 200 a.C.), vi sono tre strade ovverosia la Flamina, l'Aurelia e la Cassia. Cicerone, pertanto, potrebbe avere implicitamente menzionato il tratto Arezzo-Bologna del 187 a.C. oppure un altro tracciato appenninico della Via Cassia, come forse (anche) la Piccola Cassia.
Alcuni studiosi denominano il tratto Arezzo-Bologna del 187 a.C. della Via Cassia con la locuzione "via Flaminia Militare" in quanto costruita da Gaio Flaminio (console 187 a.C.). In proposito, dato atto che le consolari romane prendono il nome di che ne curò la sistemazione definitiva (in questo caso un magistrato della gens Cassia) e che la Tabula Peutingeriana rappresenta i soli tracciati commerciali, non militari, è più opportuno parlare di "Via Cassia militare" per il tratto Fiesole-Bologna (diramazione della Cassia vetus), non presente nella Tabula Peutingeriana (realizzata quando Firenze [fondata nel I sec. a.C.] era divenuta la città più importante dell'Etruria settentrionale), a differenza del tratto (sia commerciale sia militare) Chiusi-Firenze (Cassia adrianea del 123 d.C.) ivi rappresentato, collegato ad Arezzo attraverso la Cassia vetus. Cicerone (Philippicae, XII, 9) spiega nitidamente, nel I sec. a.C., che per raggiungere Modena si poteva percorre la Via Aurelia (valicando gli Appennini a nord-est di Pisa, attraverso la Via Bibulca che principiava da Lucca), oppure la Via Flaminia giungendo al mare e da lì (Rimini) immettendosi nella Via Emilia, oppure la Via (mediana) Cassia attraverso i valichi appenninici, specialmente il tratto Arezzo-Bologna che è, a tutti gli effetti, un prolungamento della Cassia vetus.

### Secondo Prolungamento

#### Tratto Fiesole-Lucca fino a intercettare la Via Clodia Nova che conduce a Luni
Il percorso fu ulteriormente prolungato: il nuovo tratto, da Faesulae giunge a Pistorium (Pistoia, presso cui, in direzione nord si staglia una diramazione detta Piccola Cassia, verso Modena); da Pistoia la consolare giunge a Luca (Lucca) attraverso l'itinerario dell'odierna S.R. 435 Lucchese; da qui il tracciato prosegue sul percorso della Via Clodia Nova, passando per la valle del Serchio e per la zona collinare della Garfagnana, raggiungendo infine Luna (colonia romana). Tale lungo itinerario consentiva di aggirare l'area costiera impaludata.
Lungo il nuovo tracciato della Cassia, nei pressi di Fiesole, lungo l'Arno fu fondata Florentia (Firenze) nel I secolo a.C..

#### Tratto Lucca-Campus(Pietrasanta) e nuovo tracciato costiero fino a Luni
Dopo la bonifica dell'area costiera, fu creato un ulteriore percorso per collegare più velocemente Lucca con Luna (colonia romana). A Lucca infatti fu realizzato un nuovo bivio che, dal I secolo a.C., consentiva di percorrere il nuovo itinerario della Cassia che valicava il Monte Magno per raggiungere Campus Maior (Camaiore) e, quindi, un Campus in cui sorgerà Pietrasanta (fondata dai lucchesi nel XIII secolo sul modello del campus romano). Esso aveva come Decumano il prolungamento della Cassia (proveniente da Lucca) e, come Cardo, il futuro prolungamento, proveniente da Pisa, della Via Aurelia). Da tale Campus il nuovo tracciato proseguiva fino a Taberna Frigida (Massa), riallacciandosi all'originario itinerario. Questo nuovo percorso consentiva uno spostamento rapido lungo la costa e, quindi, di raggiungere velocemente Massa, Luna e la via Aemila Scauri.
Pisa, già collegata con Lucca per aggirare la pregressa palude, fu subito allacciata al nuovo selciato costiero. Con tale nuovo tracciato, anche il tratto Roma-Pisa della Via Aurelia era ben connesso con Massa e Luna, evitando percorsi tortuosi.
L'intero percorso della Cassia, proteso anzitutto a solcare molte civitates etrusco-romane, confermerebbe l'potesi che la Cassia sia nata come strada consolare concepita per lo spostamento delle truppe romane verso nord, allo scopo di tenere sotto controllo le principali Città Etrusche dell'Etruria interna (che tendevano a ribellarsi), fino a Faesulae da dove principiavano due tracciati, l'uno verso Luna (colonia romana) e la Via Aurelia, l'altro ad uso prevalentemente militare che consentiva di valicare gli Appennini optando per vari passi, giungendo a Felsina (Bologna), a Modena e ad altre località della Gallia Cisalpina, evitando di fare uso della Via Aurelia o della Via Flaminia (probabilmente congestionate dalla viabilità civile e commerciale). Va da sé che con l'avanzare della romanizzazione dei Populi etruschi, tale iniziale scopo abbia perso d'attualità, diventando così - la Cassia - un importante tracciato (specialmente militare) per raggiungere velocemente l'Etruria così come la Gallia Cisalpina (attraverso i valichi appenninici) e, da lì, le regioni d'oltralpe, ma anche un utile collegamento con la Via Aurelia e, in primis, con il "granaio di Roma", ovverosia la Valle del Clanis, collegata alla capitale della Repubblica romana anche per via fluviale (Tiber e Clanis).

### Varianti realizzate dagli imperatori Augusto, Traiano (108 d.C.) e Adriano (123 d.C.)

#### Via Traiana Nova (108 d.C.)
All'inizio del II secolo le condizioni della consolare erano alquanto deteriorate e così, invece di procedere ad imponenti opere di manutenzione di alcuni tratti della Cassia vetus (sacrificabili), l’imperatore Traiano ordinò di realizzare un tratto (ex novo) tra Volsinii e Clusium, chiamato Via Traiana Nova, che "bypassava" la rupe di Orvieto, accentuandone il declino iniziato con la sconfitta degli Etruschi e dei Populi loro alleati nella Battaglia del Sentino del 295 a.C. e in particolare nel 264 a.C., quando i Romani rasero al suolo Orvieto trasferendo i sopravvissuti a Volsinii (Bolsena).
In epoca romana, la civiltà dell'agro orvietano si sviluppava prevalentemente nel fondovalle del Clanis-Paglia, dove sorgevano porti e industrie "fluviali" [ad es. in Ciconia (Orvieto), menzionata nella Catacomba di Santa Mustiola], come il Porto Romano di Pagliano, in sinistra idraulica della foce tiberina del Clanis-Paglia [Alveo del corpo idrico che comprendeva le acque del fiume Paglia e del fiume Clanis, le quali si univano presso Ciconia (Orvieto)].
A ben vedere, dalle fertili terre della valle del Clanis (fiume navigabile), i prodotti venivano portati con battelli fluviali in Ciconia (Orvieto) e nello strategico Porto Romano di Pagliano, dove venivano stoccati e lavorati (con mole) prima di essere condotti con battelli fluviali al porto fluviale di Ripetta a Roma (capitale dell'impero dove la popolazione raggiungeva il milione di abitanti).
Dalle fonti sappiamo che l'imperatore Nerone fece costruire piccole chiuse nel Tevere per consentire il passaggio dei battelli fluviali, durante le secche estive, in occasione delle Nundinae (che corrispondevano ai giorni di mercato, quando dal porto fluviale di Ripetta erano richieste merci in abbondanza).
In definitiva, il fondovalle di Urbs vetus [tra cui Ciconia (Orvieto) e il Porto Romano di Pagliano] era di vitale importanza per l'economia imperiale ed era già facilmente raggiungibile da Roma attraverso il navigabile percorso fluviale (Clanis-Tiber), prevalentemente commerciale, e le relative strade "alzaie" (lungo gli argini), usate altresì per trainare i natanti controcorrente.
L'Impero romano necessitava di raggiungere agevolmente il resto dell'Impero, specie il Nord-Europa, e decise di investire le proprie risorse non tanto per collegare al meglio le ex lucumonie etrusche (ormai inglobate e romanizzate), quanto piuttosto per velocizzare i collegamenti viari. Pertanto l'imperatore Traiano ordinò la costruzione di un nuovo tratto della consolare Cassia, detto appunto "traianea", che da Volsinii giungeva direttamente a Clusium passando per Castel Giorgio (aeroporto), Castel Viscardo e da lì attraversava il flumen Paglia sotto (e a nord-nord/ovest di) Monterubiaglio (come si vede nella Tabula Peutingeriana), per ricongiungersi ai fines Clusinorum dopo i miliari (numeri XIII) del vocabolo “Monte Regole” (nel comune di Allerona) e (numero XVII) di Polvento (lievemente a sud-est dell'odierna Fabro) raggiungendo i fines Clusinorum. Da lì scendeva nel fondovalle del Clanis ricongiungendosi alla Cassia vetus la quale correva in destra idraulica (lato occidentale) del fiume Clanis, senza attraversarlo (salvo che a Poggio Falcone, subito dopo Clusium).
Il nuovo "raccordo" Volsinii-Clusium aveva una doppia numerazione miliare:
1) da Volsinii ai fines Clusinorum (nel colle di Fabro), attraverso la Via Traiana Nova;
2) da Clusium ai fines Clusinorum (nel colle di Fabro) [a causa dell'allagamento della Valle del Clanis della metà del secolo XI, probabilmente, tra loc. Colonnetta e l'odierna Chiusi Scalo, la consolare con tutti i miliari potrebbe essere ancora intatta e sepolta sotto svariati metri di sedimenti di colmata].

#### Variante augustea (daClusiumaSaena Iulia) e Cassia adrianea (123 d.C.)
Dopo la realizzazione di una variante che da Clusium conduce a Saena Iulia (passando per ad novas, ad Maliana, ad mensulas, umbro fl.), databile all'inizio dell'età imperiale, su disposizione dell’imperatore Adriano, a partire dai fines Clusinorum verso Nord, fino a Florentia, fu inoltre realizzata nel 123 d.C. un'ulteriore variante della Cassia per collegare agilmente Roma con Firenze; tale variante adrianea attraversa la Val di Chiana, la Valdambra e infine costeggia l'Arno essendo caratterizzata dai seguenti luoghi di sosta inidicati nella Tabula Peutingeriana: ad grecos (probabilmente Bettolle), ad ioglandem, Umbro fl. (probabilmente il torrente Ambra), Bituriha (di cui si ignora l'ubicazione) e ad aquileia prima di giungere a Florentia tuscorum.
Il bivio tra la Cassia vetus e la consolare (probabilmente di età augustea) che porta ai fines Clusinorum (dove comincia la variante adrianea) si trova poco più a Ovest di Clusium, lungo l'odierna S.P. 326, laddove c'è il bivio della S.P. 326 con la strada di Montevenere (Cassia vetus). Il percorso conducente alla Cassia Adrianea parte da tale bivio e scende nel fondovalle del Clanis, in direzione di Montallese, per poi percorrere longitudinalmente la valle (verso nord), in quota più elevata dell’Alveo e in destra idraulica (lato occidentale) del Clanis. Una parte di tale tracciato (augusteo) e della successiva variante adrianea che passa per Bettolle (ad gregos), Foiano della Chiana (zona del Cimitero, quasi nel fondovalle], Cesa (frazione di pianura di Marciano della Chiana), Alberoro, Montagnano (prima di giungere in Valdambra), dalla metà del secolo XI è rimasta sepolta sotto le colmate dell'impaludamento e della successiva bonifica della Val di Chiana.
Nella consolare (augustea) che va da Chiusi ai fines Clusinorum (dove ha inizio la Cassia adrianea propriamente detta), in località Acquaviva si trova la mansio ad novas, a nove miglia da Clusium, indicata nella Tabula Peutingeriana. Da un bivio presente in tale mansio si dirama, a Nord-Ovest, il tracciato per Saena Iulia (Siena) - indicato nella Tabula Peutingeriana - che passa per Torrita di Siena e La Fratta come è emerso da recenti ritrovamenti archeologici. Dopo ad novas, proseguendo in direzione Nord, nei pressi dei fines Clusinorum si trova un altro bivio (indicato nella Tabula Peutingeriana) per cui:
A)- prendendo il percorso sulla destra (in direzione di Valiano) si raggiunge la Cassia vetus, incrociandola tra Petrignano del Lago e Centoia (nome etimologicamente collegato alle Centuriazioni romane [Centuria]), forse all'imbocco della Strada (o Via) della Stella, consentendo di proseguire per Cortona, Arezzo e Strada dei Setteponti nel vecchio tracciato. Come si vede nella Tabula Peutingeriana, da Arezzo è possibile ricongiungersi alla variante adrianea per mezzo del prolungamento della Cassia vetus del 187 a.c., ovverosia la Strada dei Setteponti (che valica l'Arno dove oggi si trova Ponte Buriano) e poi, voltando a sinistra presso Castiglion Fibocchi, attraverso la Via Vecchia Aretina che valica di nuovo l'Arno presso Ponte Romito;
B)- proseguendo verso Nord si giunge (ab fines Clusinorum) in Valdambra e, da lì, passando per Figline Valdarno a Firenze, evitando Arezzo; in un cippo miliare di tale nuova arteria si legge, in effetti, che essa conduce dai fines Clusinorum a Florentia, evitando il parallelo tratto della vecchia Cassia, in quel tempo malridotta (123 d.C.).. Il recente rinvenimento dei resti di un ponte romano nei pressi di Ponte Vecchio, in Firenze, fa supporre che, in Val d'Arno, la Cassia Adrianea corresse interamente in sinistra dell'Arno, fino a raggiungere tale opera idraulica.
La Cassia adrianea, secondo le iscrizioni epigrafiche miliari, unisce i fines Clusinorum a Florentia, quindi non è escluso che il tratto che va dalla città di Clusium ai fines Clusinorum (a settentrione della mansio ad novas) sia stato realizzato prima del 123 d.C., probabilmente in età augustea ove si rifletta che Saena Iulia, a cui si giunge - provenendo da Sud - da Clusium passando per ad novas, è una colonia fondata all'inizio dell'età imperiale. Anche il collegamento - indicato nella Tabula Peutingeriana - tra ad novas e la Cassia vetus potrebbe essere, verosimilmente, di età augustea.

### Variante tardo-imperiale e medioevo

#### Variante di Gioviniano nei pressi di Orvieto (363-364 d.C.)
Tra la seconda metà del secolo IV e gli esordi del secolo V, crollarono alcune opere idrauliche romane, in particolare il ponte romano sul Tevere presso Ocriculum (Otricoli), lungo la Via Flaminia, e il ponte (cosiddetto "della Mola") sul fiume Paglia nei pressi di Monterubiaglio, lungo la Via Traiana Nova. Il crollo di quest'ultimo spinse l'imperatore Gioviano, nel 363-364, a costruire o restaurare un altro ponte sul Paglia (Pons Iulianus, oggi Ponte Giulio), utilizzato sia da chi percorreva la Cassia vetus sia da chi percorreva la Via Traiana Nova. Un ritrovamento miliare (del IV secolo) presso le coste di Bardano (colle orvietano tra Allerona Scalo e Orvieto) fa pensare che i viandanti provenienti da Volsinii avessero due percorsi alternativi per raggiungere tale ponte sul Paglia (ambedue passanti per Fontanelle di Bardano):
1) dirigersi a Orvieto per l'antico percorso per poi giungere al Pons Iulianus (oggi Ponte Giulio) passando per Sferracavallo;
2) dirigersi a Castel Viscardo sulla Via Traiana Nova, ivi svoltare a sud-est per Viceno e, scesi a valle, aggirare il colle di Bardano per giungere a tale ponte.

#### Uso della Cassia e delle sue varianti nell'alto medioevo
Nell'alto medioevo la consolare Cassia, con i suoi diverticoli, era regolarmente utilizzata, anche in epoca longobarda e franca, ed anzi crebbe di importanza (rispetto all’età romana) visto che la Via Flaminia aveva molte interruzioni ed era divenuta in buona parte impercorribile già nel IV secolo (come si ricava, tra l'altro, da una fonte epigrafica di Spello), e visto che la Via Aurelia era in più tratti impaludata e impercorribile. Non a caso, l'alto medioevo rappresenta un'epoca di grande splendore per Clusium, città Ducale, poi Gastaldato, poi Contea e sede di un'antica e ampia Diocesi, lambita dal navigabile fiume Clanis e in cui giungevano tutte le direttrici della Cassia (compresa la Cassia Aurelia che da Clusium giungeva a Rusellae e alla Via Aurelia) nonché il tratto Perusia-Clusium della Via Amerina. In quel tempo, Clusium fu altresì capitale del Regnum Italiae quando il Rex Italiae Rachis (friulano) vi si trasferì, fondando al contempo l'Abbazia di San Salvatore nell'area montana del territorio clusino (Monte Amiata).

#### Allagamento della Valle del Clanis (1052-1055) e viabilità alternative: Via Francigena e Via Romea Germanica dell'Alpe di Serra (Umbro-Casentinese)

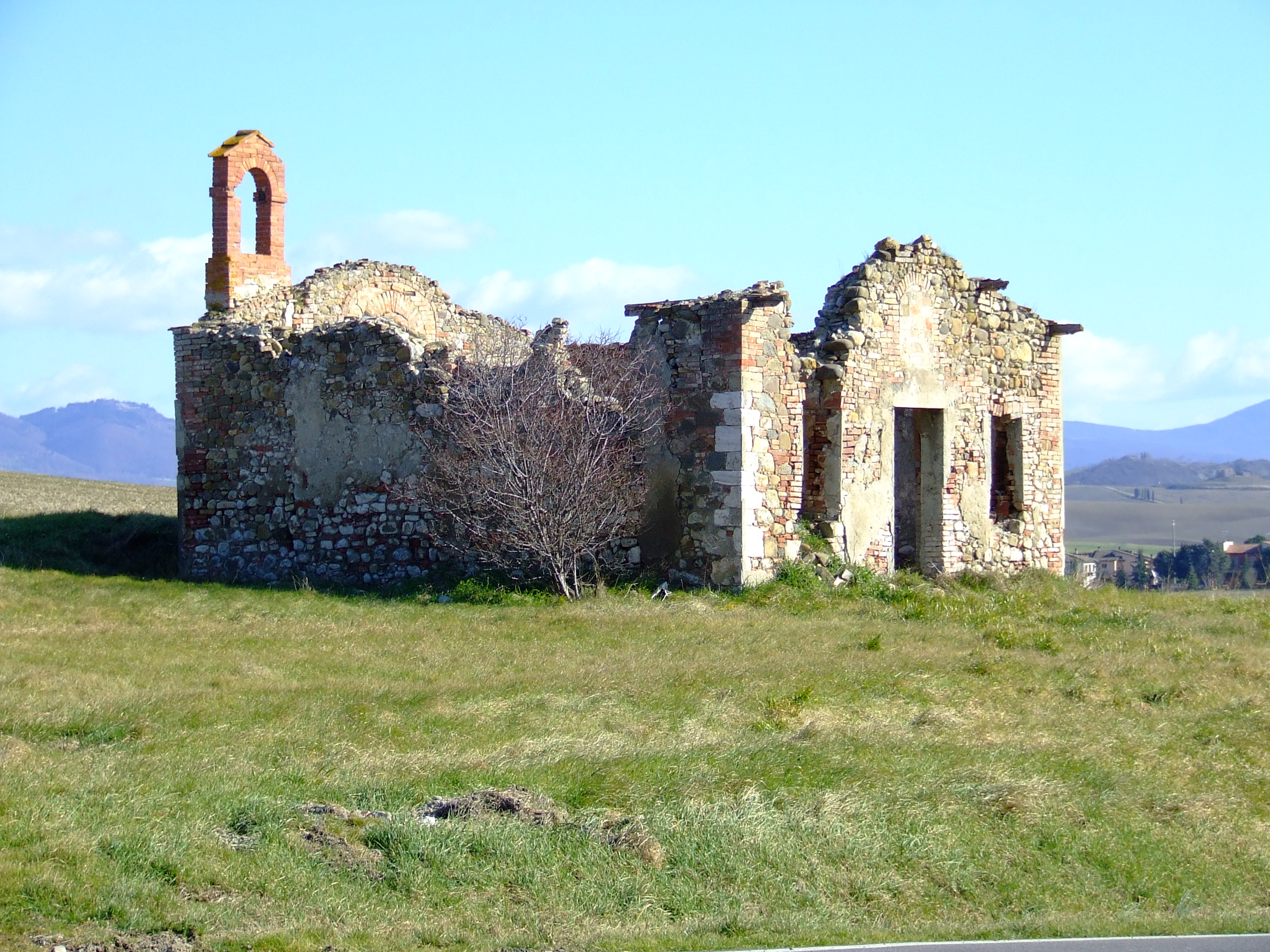
L'antico Ospitale della stazione di posta La Scala, presso Gallina,in Val d'Orcia oggi restaurato

Tutto cambiò con l'arrivo del Sacro Romano Impero che, sin dalla Dinastia ottoniana, cercò di smembrare il potente Marchesato di Toscana (comprendente anche Orvieto e Perugia) con sede a Lucca e, a partire da Ugo II di Toscana, a Firenze (presso la Badia Fiorentina), che continuava a ingrandirsi e il cui reggente, di origini germaniche, poteva ambire alla corona imperiale come pure gli avi, il padre (Bonifacio di Canossa) e il patrigno (Goffredo il Barbuto) di Matilde di Canossa.
A causa dell'allagamento della Valle del Clanis, avvenuo subito dopo la morte di Bonifacio di Canossa (1052), con l'erezione di una mastodontica diga presso Carnaiola-Olevole (1052-1055), la Cassia vetus, un breve tratto della Cassia Traianea (posta nel fondovalle) e ampi tratti della Cassia Adrianea (collocati anch'essi nel fondovalle) finirono sottacqua.
Pertanto, sorsero immediatamente nuove località (come Monteleone d'Orvieto e Ficulle lungo la Teutonica) nonché numerosi spedali, ostelli e ricoveri nelle due nuove direttrici principali, ovverosia la Via Francigena (cioè, pressappoco, l'odierna Strada statale 2 Via Cassia che passa per Siena, quantomeno fino alla direttrice per Lucca) e la Via Romea Germanica dell'Alpe di Serra o Via Teutonica, coincidende grossomodo con il tracciato della Strada Statale (oggi Regionale) 71 o Umbro-Casentinese, nelle quali fu convogliata la gran parte del traffico terrestre (civile, religioso e militare). Il crollo del ponte di Orte sul Tevere, lungo la Via Amerina, avvenuto nel 1054, accentuò la rilevanza di queste nuove direttrici, specialmente della Via Romea Germanica la quale accrebbe l’importanza di Urbs vetus (Orvieto), come parimenti la Via Francigena garantì una rapida fioritura della città di Siena.
La neo-realizzata Via Teutonica passava per il ponte di Carnaiola (sec. XIV), che valicava il pelagus determinato dall'esondato Clanis a ridosso della diga teutonico-orvietana del Muro Grosso (eretta a partire dal 1052, subito dopo la morte del Marchese Bonifacio di Canossa, e completata nel 1055). Essa, carrabile nella sommità e fungente anche da ponte, constava di un gigantesco bastione in terrabattuta, sormontato da un ulteriore bastione in pietra, munito di poderosi contrafforti. Prima dell'erezione del ponte di Carnaiola (inizialmente ligneo), la Via dell'Alpe di Serra (Umbro-Casentinese) passava sopra l'anzidetta diga.
Mentre le consolari romane, tra cui la via Cassia, erano direttrici (prevalentemente) di fondovalle appartenenti a un unico stato (Repubblica romana e Impero romano), le nuove vie romee (Francigena, Via Romea Germanica e altre, appartenenti al demanio del Sacro Romano Impero [tranne il tratto franco-britannico della Francigena]) di epoca medievale, intersecanti vari stati feudali e varie città-stato, spesso in guerra tra loro, erano rigorosamente itinerari di crinale le cui principali "mansiones" (luoghi di sosta) erano città fortificate, centri abbaziali e castelli muniti di possenti mura difensive.
Paesaggisticamente, la strada offriva nel suo percorso una cornice storica che parte dalla Roma repubblicana e imperiale e attraversa la viabilità del Sacro Romano Impero e del Regnum Italiae, rimanendo ancor oggi (verosimilmente) intatta, nella Valle del Clanis, sotto uno spesso strato di sedimenti alluvionali, nello stato in cui si trovava intorno alla metà del secolo XI quando la valle (in cui correva la Cassia) fu allagata. Essa è stata poi surrogata da nuove direttrici, in età medievale e rinascimentale, specie nell'Etruria centrale, spesso confuse con strade romane. Moltissimi tratti di strade attuali ricalcano il tracciato di antiche strade etrusco-romane, consolari nonché di età intermedia. Nell'età contemporanea la Via Cassia è stata ed è oggetto di indagini storiche e archeologiche.